# Wschowa

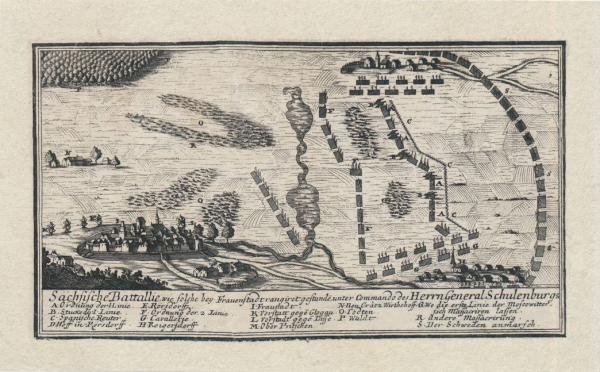
Schlacht bei Fraustadt 1706

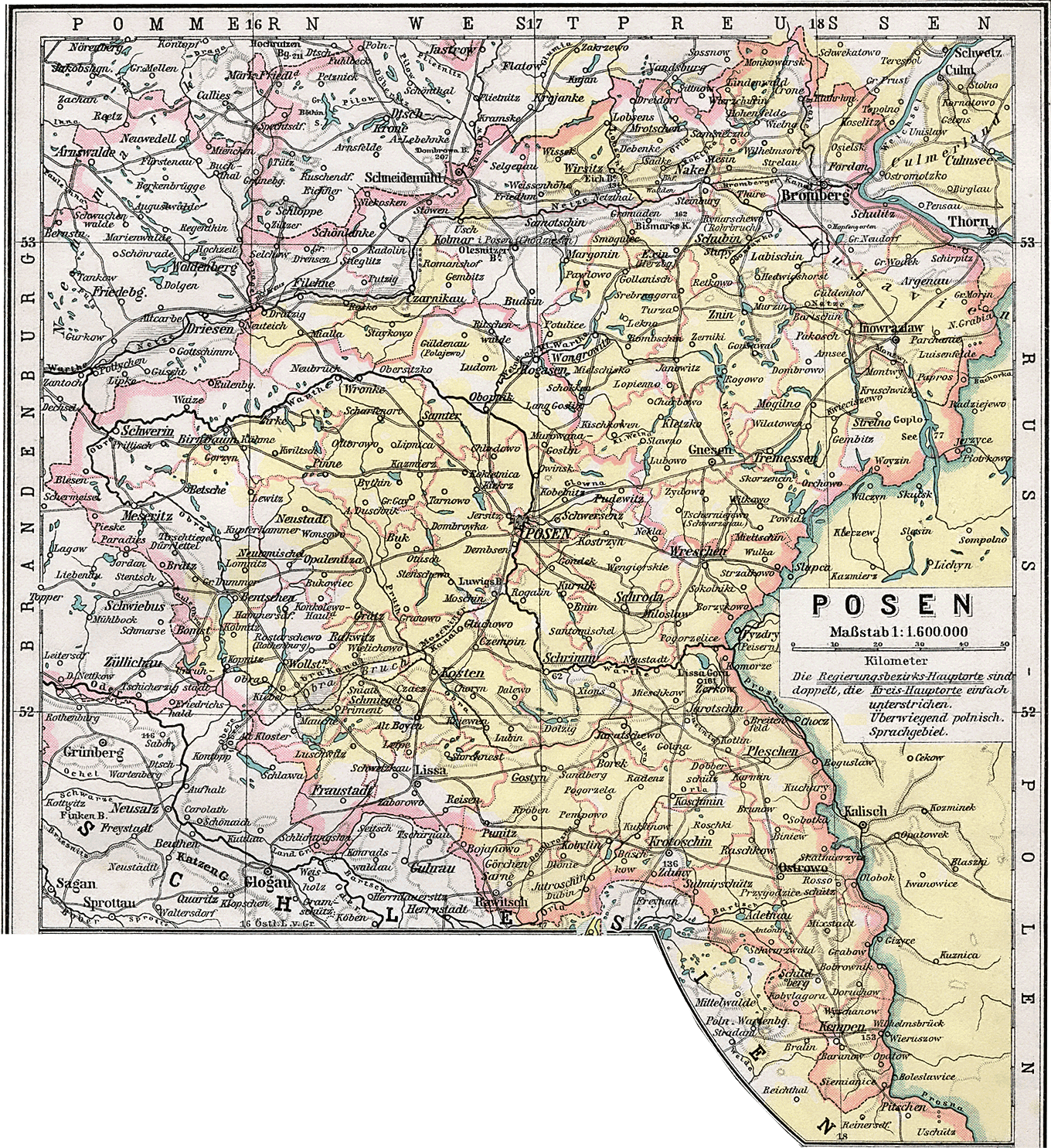
Fraustadt auf einer Landkarte der Provinz Posen von 1905 (gelb markierte Flächen kennzeichnen Gebiete mit seinerzeit mehrheitlich polnischsprachiger Bevölkerung).

Wschowa (anhörenⓘ) (deutsch: Fraustadt) ist die Kreisstadt des Powiat Wschowski und Sitz der Stadt- und Landgemeinde Wschowa in der Woiwodschaft Lebus (Leubus) in Polen.

## Geographie
Wschowa liegt etwa 80 Kilometer östlich von Zielona Góra (Grünberg in Schlesien). Benachbarte größere Orte sind im Osten Leszno (Lissa) und im Südwesten Głogów (Glogau).

## Geschichte
Die Stadt wurde um 1250 nach Magdeburger Recht in einem zwischen Schlesien und Großpolen umstrittenen Gebiet von deutschen Kolonisten gegründet. Schon im 12. Jahrhundert soll die Bevölkerung der Ortschaft deutsch gewesen sein. Die Siedlung entwickelte sich vermutlich an einer Grenzburg. Nach Meyers Lexikon wurde Fraustadt von Schlesiern angelegt und dem Herzogtum Glogau eingegliedert.
Die erste nachweisliche Nennung des Ortes als „Veschow“ datiert auf das Jahr 1248. Die erste Nennung als „Frowenstat Civitas“ stammt aus dem Jahre 1290.
Bis 1343 wechselte der Besitz häufig, dann wurde das Fraustädter Land vom polnischen König Kasimir III. erobert und Fraustadt als unmittelbar dem König unterstellte Immediatstadt privilegiert. Das Fraustädter Land wurde ein eigenständiges Verwaltungsgebiet (Ziemia). Dennoch kam es zu wiederholten Versuchen der von Deutschen bewohnten Stadt, wieder mit dem benachbarten schlesischen Herzogtum Glogau vereint zu werden. König Władysław II. Jagiełło bestimmte 1426, dass gegen Fraustadt „kein polnisches Recht gelten“ sollte.
Im 16. Jahrhundert gehörte Fraustadt durch seine weitgehend deutsche Bürgerschaft zu den Hochburgen des Protestantismus in Polen. Während der Reformation war 1555 nach der Erklärung des Kaisers Ferdinand I. die erste deutsche Messe gefeiert worden. 1552 war die Stelle des deutschen Predigers einem Protestanten übertragen worden. Die wichtigsten Vertreter des Protestantismus in Fraustadt waren die Pastoren Valerius Herberger (1562–1627) und Samuel Friedrich Lauterbach (1662–1728) sowie der Schriftsteller und Schulleiter Christian Gryphius (1649–1706). Als königliche Stadt unterstand sie einem königlich polnischen Starosten. Nach der lutherischen Familie von Gorka wurden nur noch Katholiken Starosten, die Stadtpfarrkirche musste auf königlichen Befehl 1604 wieder an die römisch-katholische Kirche zurückgegeben werden. Zugleich wurde die Erlaubnis erteilt, für die Lutheraner eine eigene Kirche erbauen zu dürfen. Davon machte Pastor Valerius Herberger Gebrauch und ließ als neue Kirche das „Kripplein Christi“ errichten.
Trotz der Gegenreformation blieb Polen tolerant und nahm protestantische Glaubensflüchtlinge aus Schlesien auf. Der Starost Hieronimus Radomicki stiftete 1633 wegen des großen Andrangs die Neustadt nach Magdeburger Recht. Damit bestand Fraustadt aus der Altstadt mit zwei Vorstädten (Glogauer und Polnische), der Neustadt und den zwei Kämmereidörfern Nieder- und Oberpritschen.
Im Großen Nordischen Krieg trafen in der Schlacht bei Fraustadt am 2. Februarjul. / 13. Februar 1706greg. die schwedische und die Sächsisch-russische Armee aufeinander. In der Schlacht, die nur zwei Stunden dauerte, verloren die sächsisch-russischen Verbündeten über 6000 Tote und Verwundete, 8000 Gefangene und 29 Kanonen, während die Schweden nur 400 Tote und 1000 Verwundete zu beklagen hatten.
Während der Herrschaft des sächsischen Hauses Wettin in Polen wurden in Fraustadt Sitzungen des Senates der Republik abgehalten (die erste 1699), zweimal (1755, 1773) wurde hier eine türkische Gesandtschaft empfangen.
Mehrmals wurde Fraustadt durch die Pest heimgesucht: 1568 fielen ihr 1100 Menschen zum Opfer, 1613 waren es 2125 Opfer.
Mit der Zweiten Teilung Polens kam Fraustadt 1795 an Preußen und wurde 1816 Kreisstadt des Landkreises Fraustadt an der südwestlichen Grenze der Provinz Posen. Ab 1826 gab es eine lutherische, eine katholische und eine israelitische Elementarschule. Unterrichtssprache war in allen drei Elementarschulen Deutsch. Eine polnische Schule gab es mangels polnischer Bevölkerung nicht. 1840 zählte die Stadt 5303 Einwohner, von denen 568 Juden waren. Obwohl es für sie ein Niederlassungsverbot gab, das zuletzt 1768 von König Stanislaus II. August bekräftigt worden war, konnten sich einige Familien im Ort festsetzen. Mit der Angliederung an Preußen fielen alle Niederlassungsbeschränkungen für Juden, was zu einem raschen Zuzug führte. Die Zahl fluktuierte jedoch stark.
Während der polnischen Erhebung in anderen Teilen der preußischen Provinz Posen im Frühjahr 1848 verlangte die Stadt, für den Fall einer Abtrennung der von Polen bewohnten Teile der Provinz, ihre weitere Zugehörigkeit zum Deutschen Bund eventuell durch Anschluss an die angrenzende Provinz Schlesien. Fraustadt wurde auch Standort einer preußischer Garnison. Deren hier stationierter, bekanntester Soldat war Paul von Hindenburg; er diente hier als Kompaniechef von 1884 bis 1885.
Unter Preußen setzte im Zuge der wirtschaftlichen Entwicklung auch ein Zuzug von Polen ein: 1871 zählte Fraustadt 6515 Einwohner (4100 Evangelische, 2050 Katholische, 350 Juden), darunter 410 (oder 6,3 %) Polen. Bis 1901 war der deutsche Bevölkerungsanteil auf 72,2 % zurückgegangen, während der polnische Anteil durch Zuzug und eine höhere Geburtenrate auf 27,8 % angewachsen war.
Nach dem Ersten Weltkrieg, dem Versailler Vertrag und der Grenzziehung von 1920 verlor Fraustadt sein Hinterland und ein wirtschaftlicher Niedergang setzte ein. Nach 1938 gehörte die Stadt zur Provinz Niederschlesien.
Nach dem deutschen Überfall auf Polen am 1. September 1939 wurde die Region um Fraustadt zum Schauplatz der einzigen polnischen Gegenoffensive auf deutsches Territorium. Am 2. September 1939 erfolgte ein Störangriff polnischer Truppen auf das deutsche Grenzgebiet bis hin zum Stadtrand von Fraustadt samt Artilleriefeuer auf die deutschen Stellungen. Daraus folgte die Gefangennahme einiger deutscher Soldaten und die Vertreibung weiterer dort garnisonierter Truppenteile. Der Angriff wurde auf Anweisung des polnischen Oberkommandos noch am selben Abend eingestellt. Das polnische Regiment zog sich hinter die Grenze zurück, um zur polnischen Verteidigung beizutragen.
Als Folge des Zweiten Weltkriegs fiel Fraustadt 1945 mit dem größten Teil Schlesiens an Polen und wurde in Wschowa umbenannt. Die deutschen Einwohner wurden – soweit sie nicht vorher geflohen waren – vertrieben. Die neu angesiedelten Bewohner waren teilweise Zwangsumgesiedelte aus Ostpolen, das an die Sowjetunion gefallen war.
Seit 2001 ist die Stadt wieder Kreisstadt in der Woiwodschaft Lebus.

## Wirtschaft
Im Jahr 1676 erhielt Fraustadt das Lagerrecht.
Nach 1820 brach der hier bedeutende Tuchhandel durch die russische Zollpolitik zusammen, und die Stadt musste sich andere Betätigungsfelder suchen. So entstand in Fraustadt 1881 eine Zuckerfabrik, die bis 2003 als deutsch-polnisches Franchiseunternehmen in Betrieb war. 1857 bekam die Stadt einen Eisenbahnanschluss (Strecke Glogau–Lissa).
Im Jahr 1864 wurden die „sorgsamen und fleißigen Kürschner der Städte Lissa und deren Nachbarstadt Fraustadt in Posen“ erwähnt, die jährlich mehr als eine halbe Million Kaninchenfelle zubereiten und zu Pelzwerk verarbeiten. Vor 1900 bis Mitte des 20. Jahrhunderts war in der Pelzmode das preisgünstige und massenhaft anfallende Kaninfell noch einmal mehr gefragt. Die polnischen weißen Felle der Hauskaninchen wurden nicht gefärbt, sondern wurden alaungar zugerichtet und naturfarben verarbeitet, teilweise auch geschoren. Mittelpunkt dieser Industrie waren jetzt Lemberg in Galizien und Lissa, „Sitz der weißen Kanin-Industrie“. Kaninfelle mit Lissaer Pelzzurichtung waren „ein bekannter und standardmäßig gehandelter Tagesartikel“.

## Sehenswürdigkeiten
- Rathaus aus dem 16. Jahrhundert, 1860 umgebaut
- Pfarrkirche unter dem Patrozinium des hl. Bischofs und Märtyrers Stanislaus und der Mariä Himmelfahrt, gotisch, aus dem 15. Jahrhundert, nach dem Brand von 1685 zwischen 1720 und 1726 umgebaut
- Ehemalige evangelische Kirche Kripplein Christi von 1604, nach einem Brand 1647 wieder errichtet
- Gebäudekomplex des Franziskanerklosters mit St.-Josef-Kirche, 1638–1646 erbaut, später mehrfach umgebaut
- Dreifaltigkeitskirche, erbaut von 1837 bis 1839 nach Entwurf Karl Friedrich Schinkels aus dem Jahr 1825 als Hallenbau auf rechteckigem Grundriss mit zweitürmiger Fassade. Ursprünglich war es eine evangelische Kirche, die nach dem Ende des Zweiten Weltkriegs als Lagerhaus genutzt wurde. Anfang der 1990er Jahre wurde die Kirche der Pfarrei St. Stanislaus zugeordnet und ist seitdem eine Filialkirche.
- Evangelischer Friedhof von 1609
- Stadtmauern aus dem 15. und 16. Jahrhundert

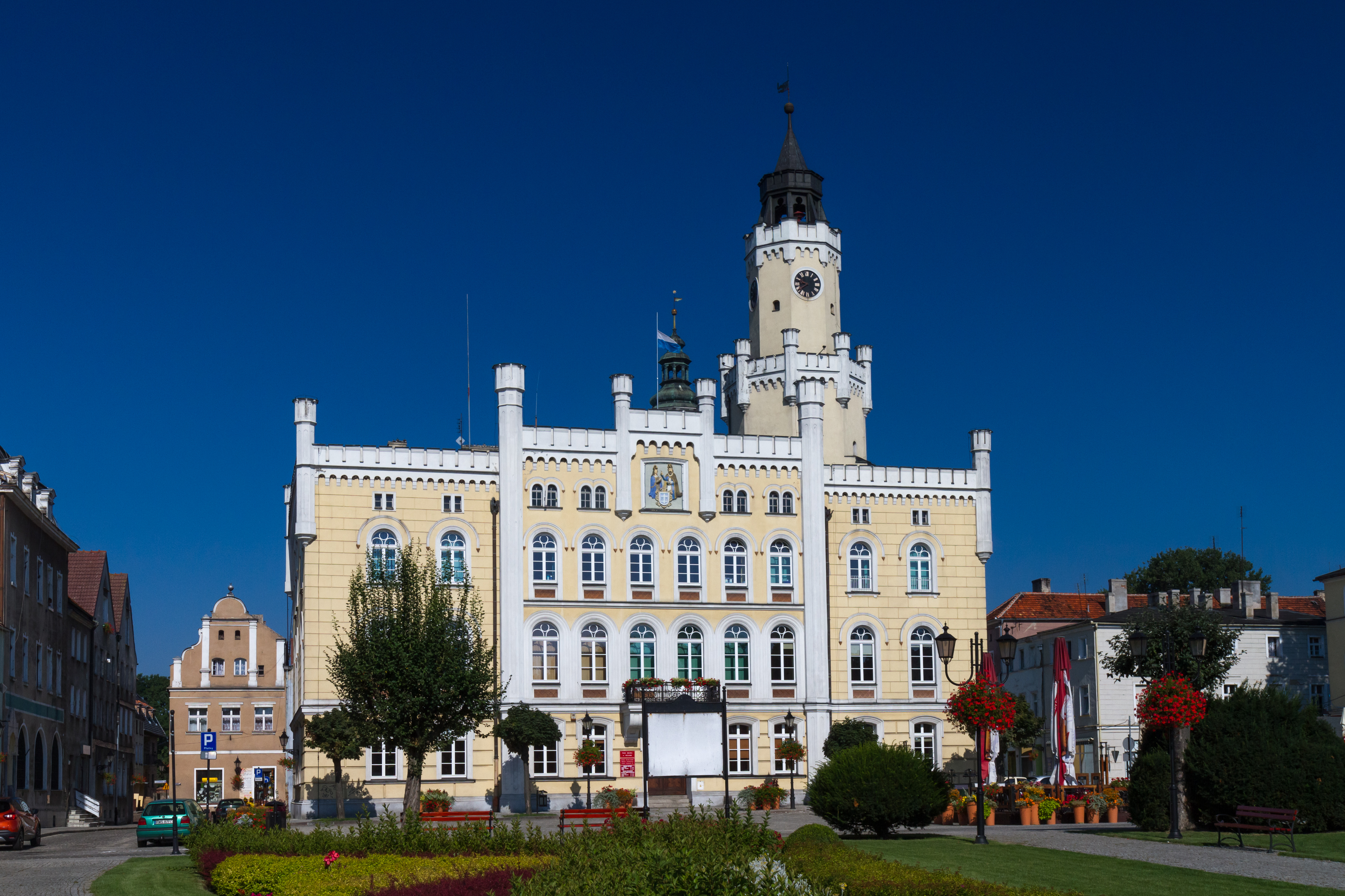
Rathaus
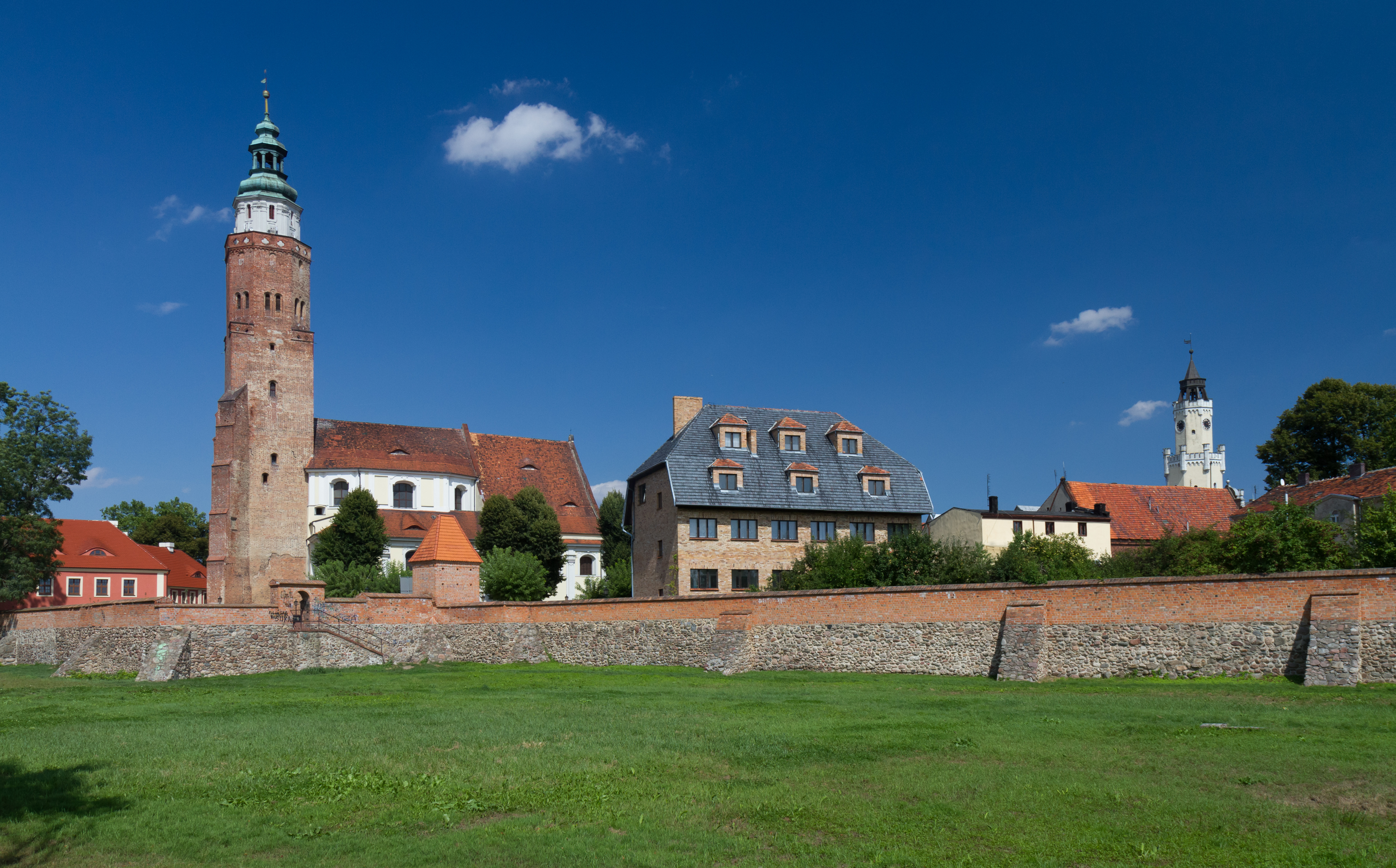
Mittelalterliche Stadtbefestigung mit der St.-Stanislaus-Kirche
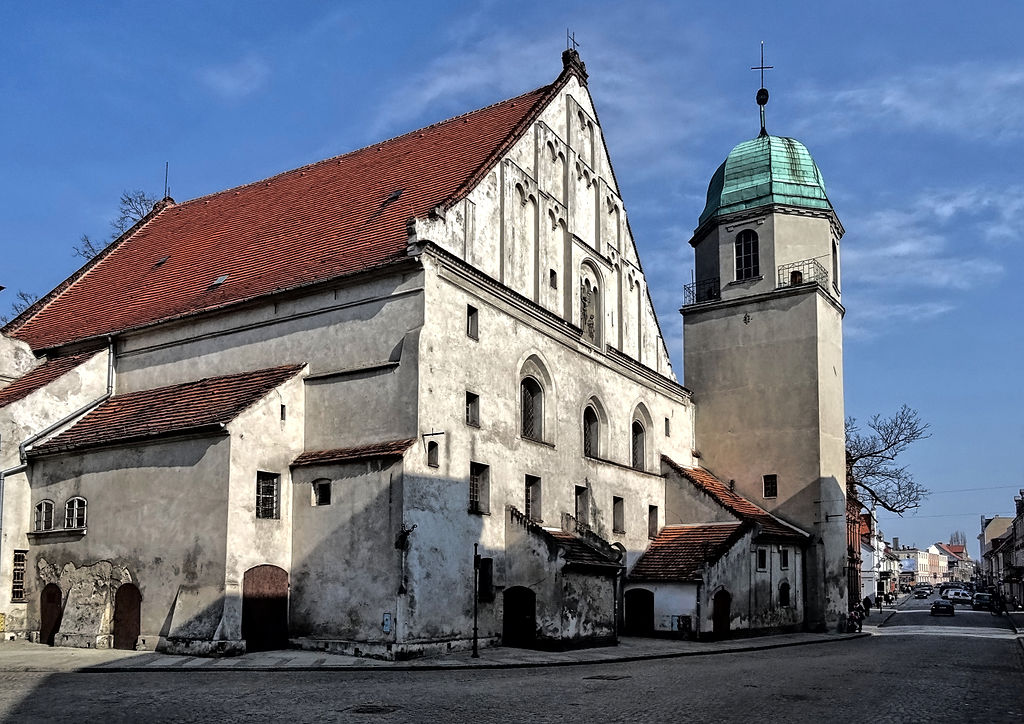
Ehemalige evangelische Kirche Kripplein Christi
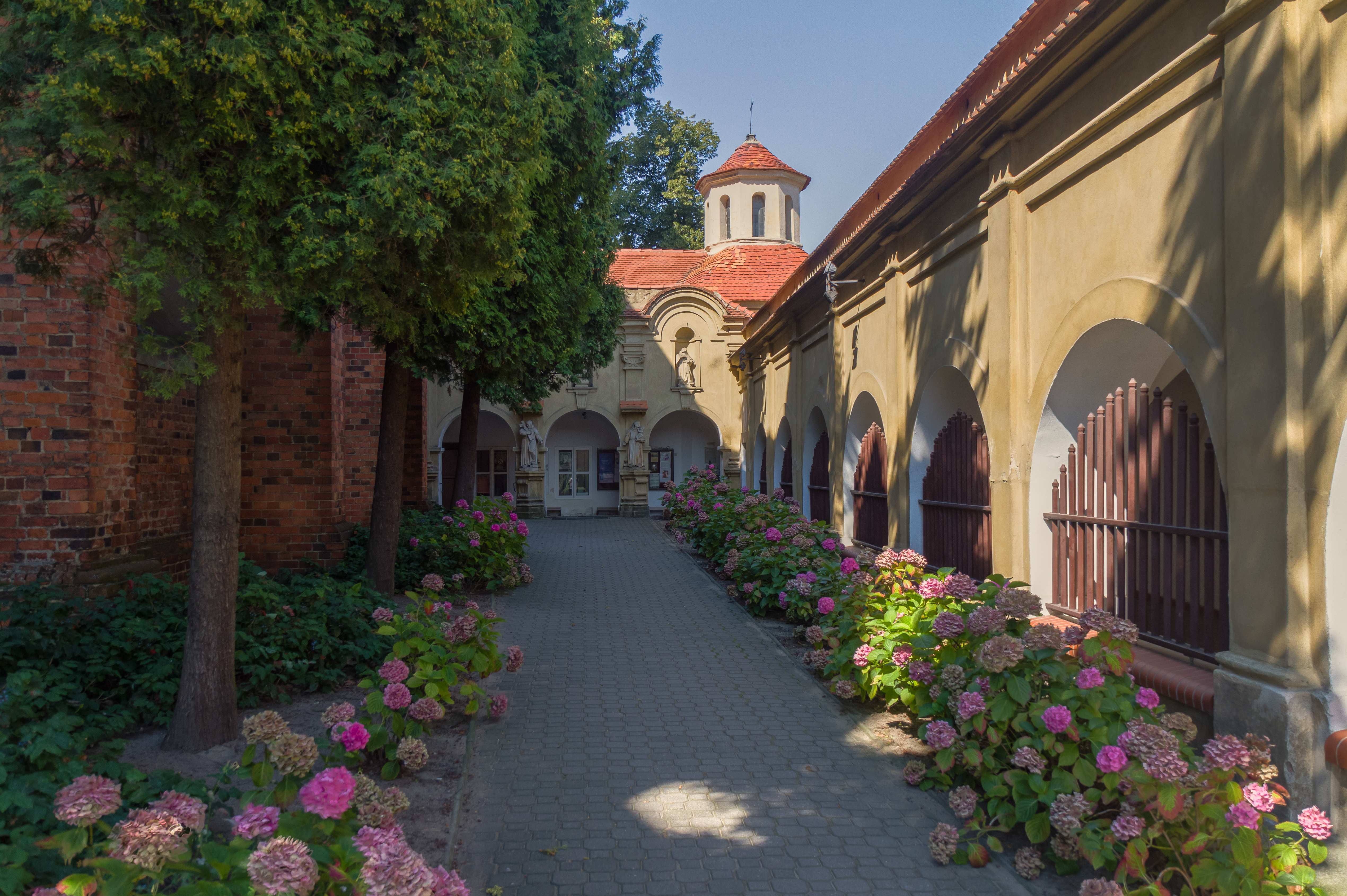
Franziskanerkloster
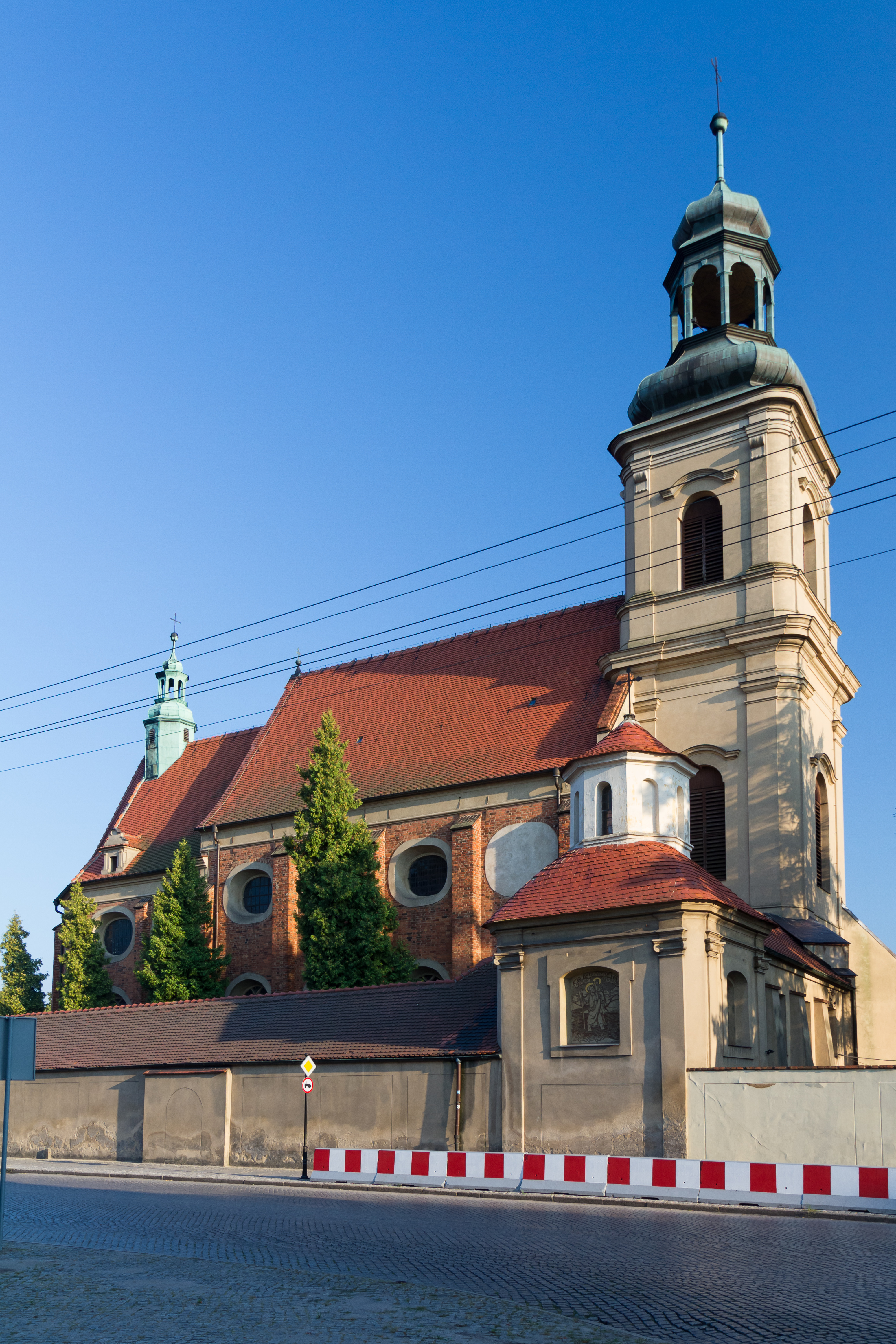
St.-Josefs-Kirche
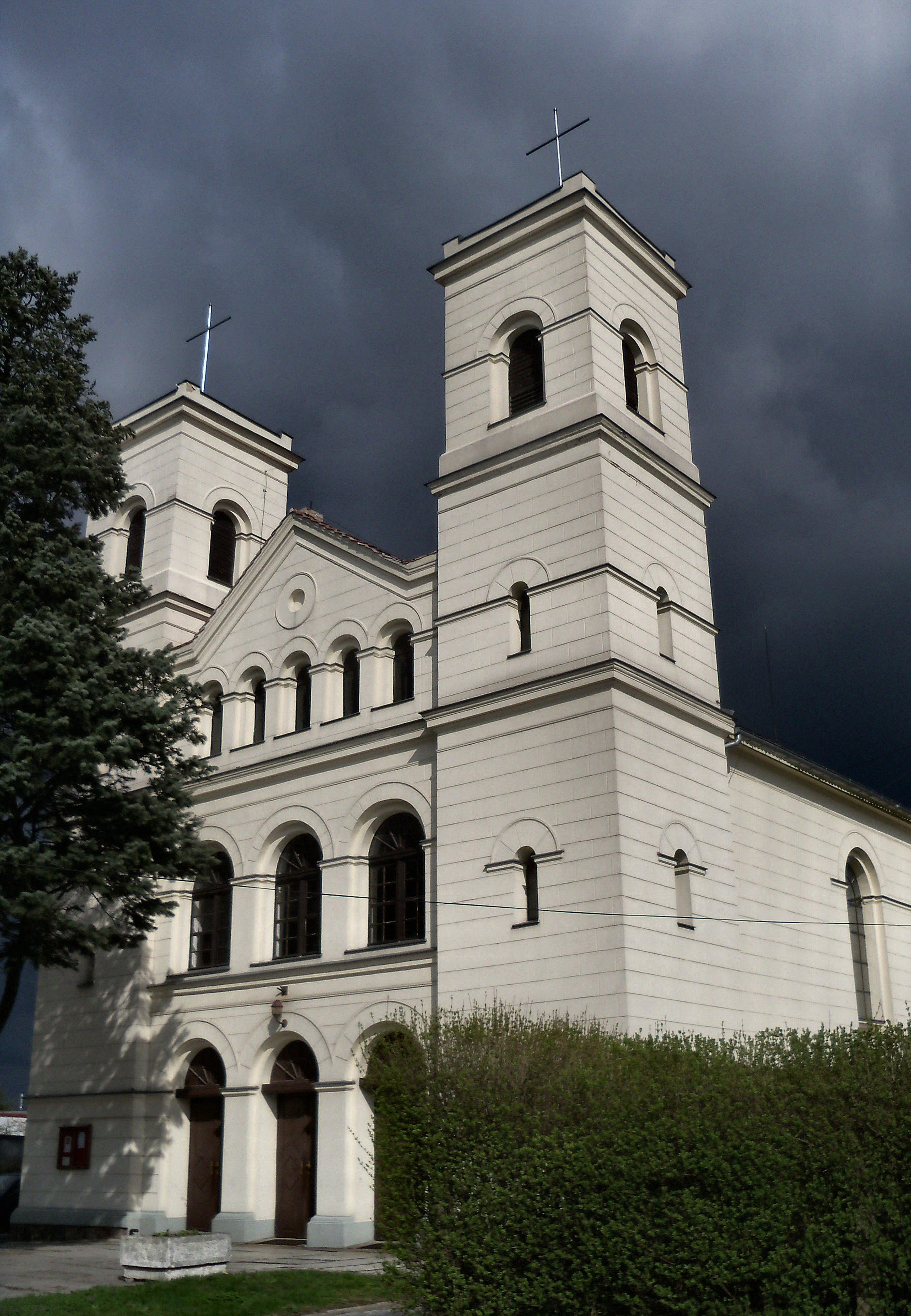
Dreifaltigkeitskirche
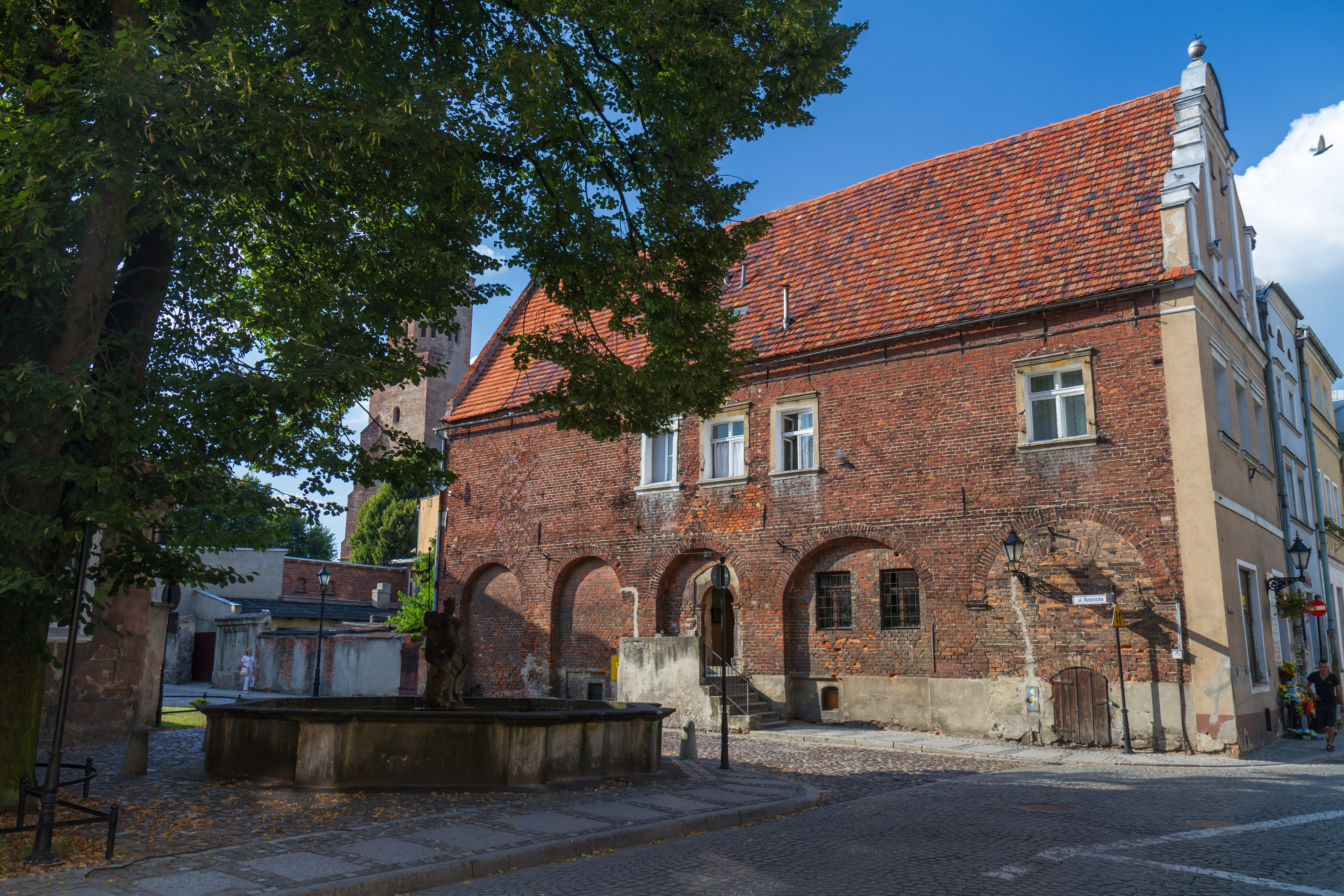
Bürgerhaus am Marktplatz
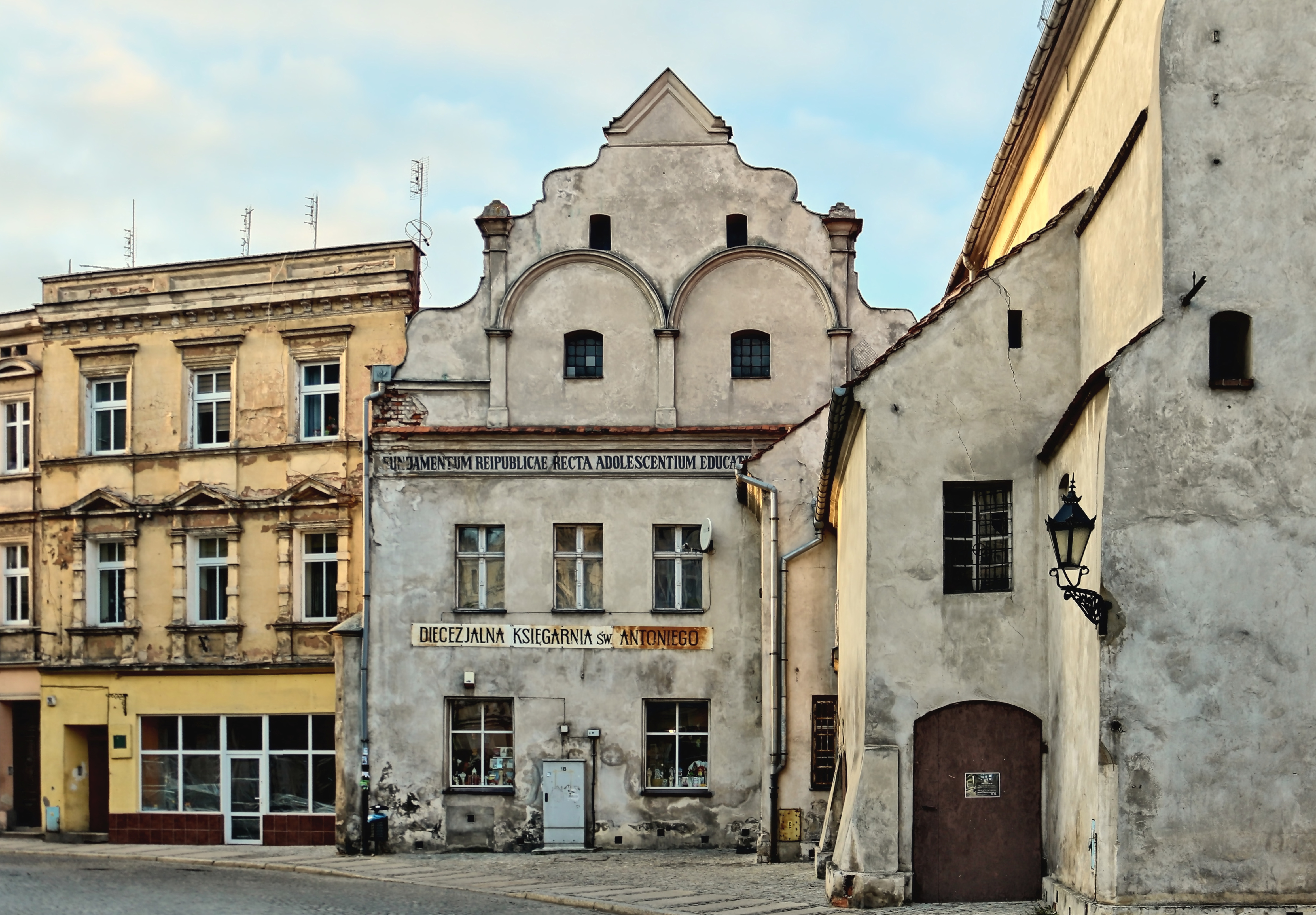
Ehemalige Evangelische Schule, derzeit Diözesanbuchhandlung, erbaut 1686
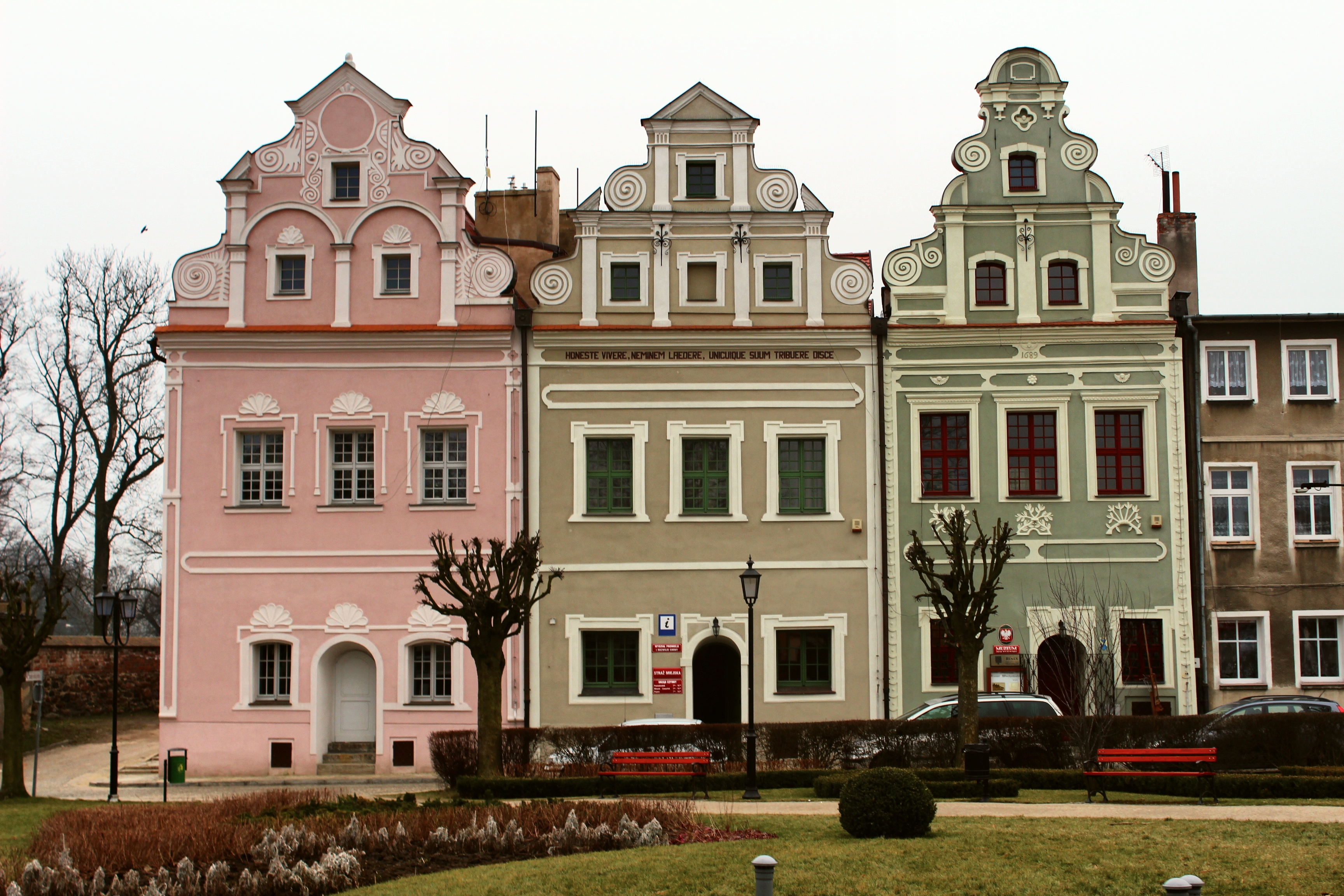
Barocke Bürgerhäuser am Schlossplatz
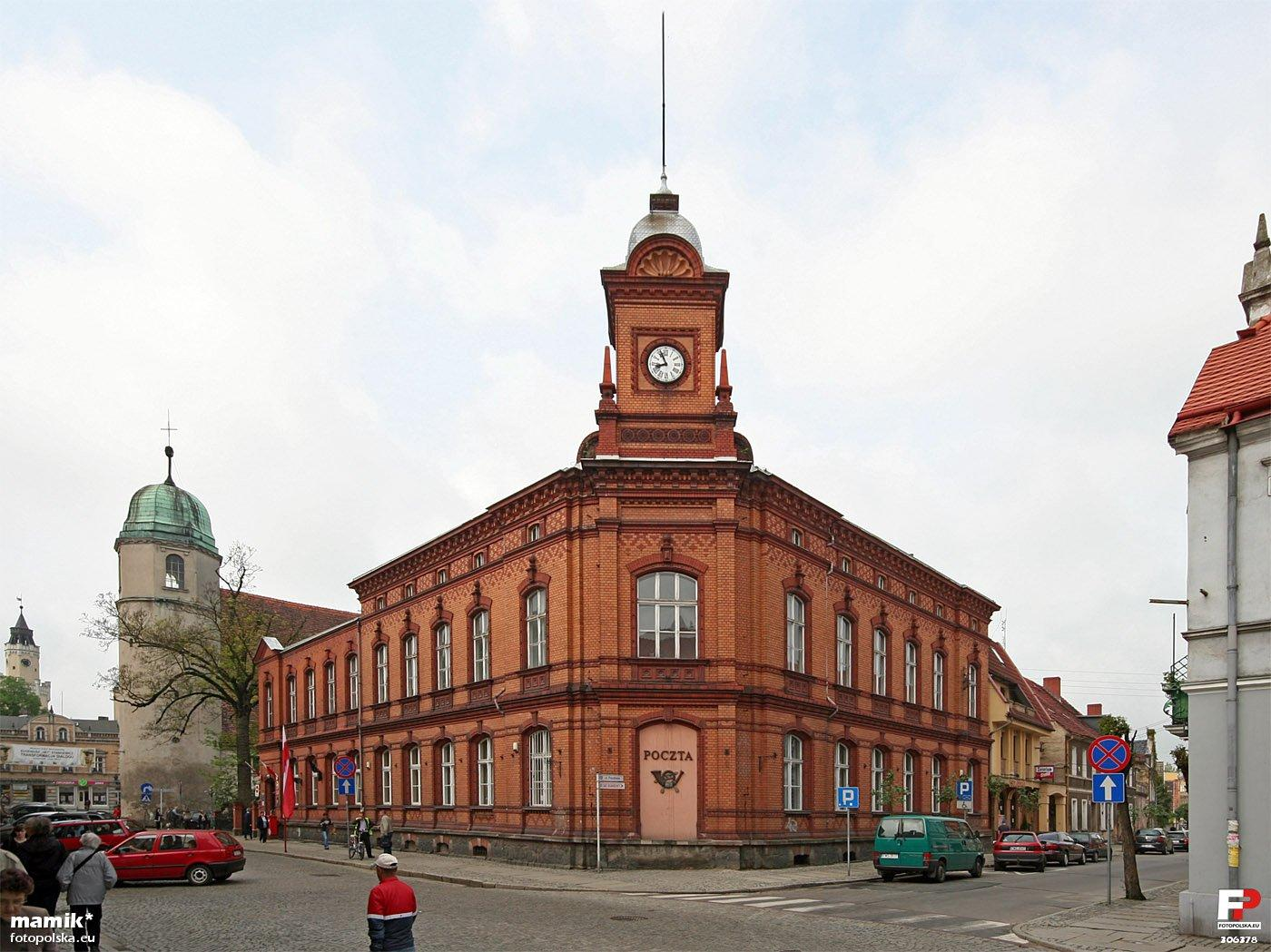
Postamt
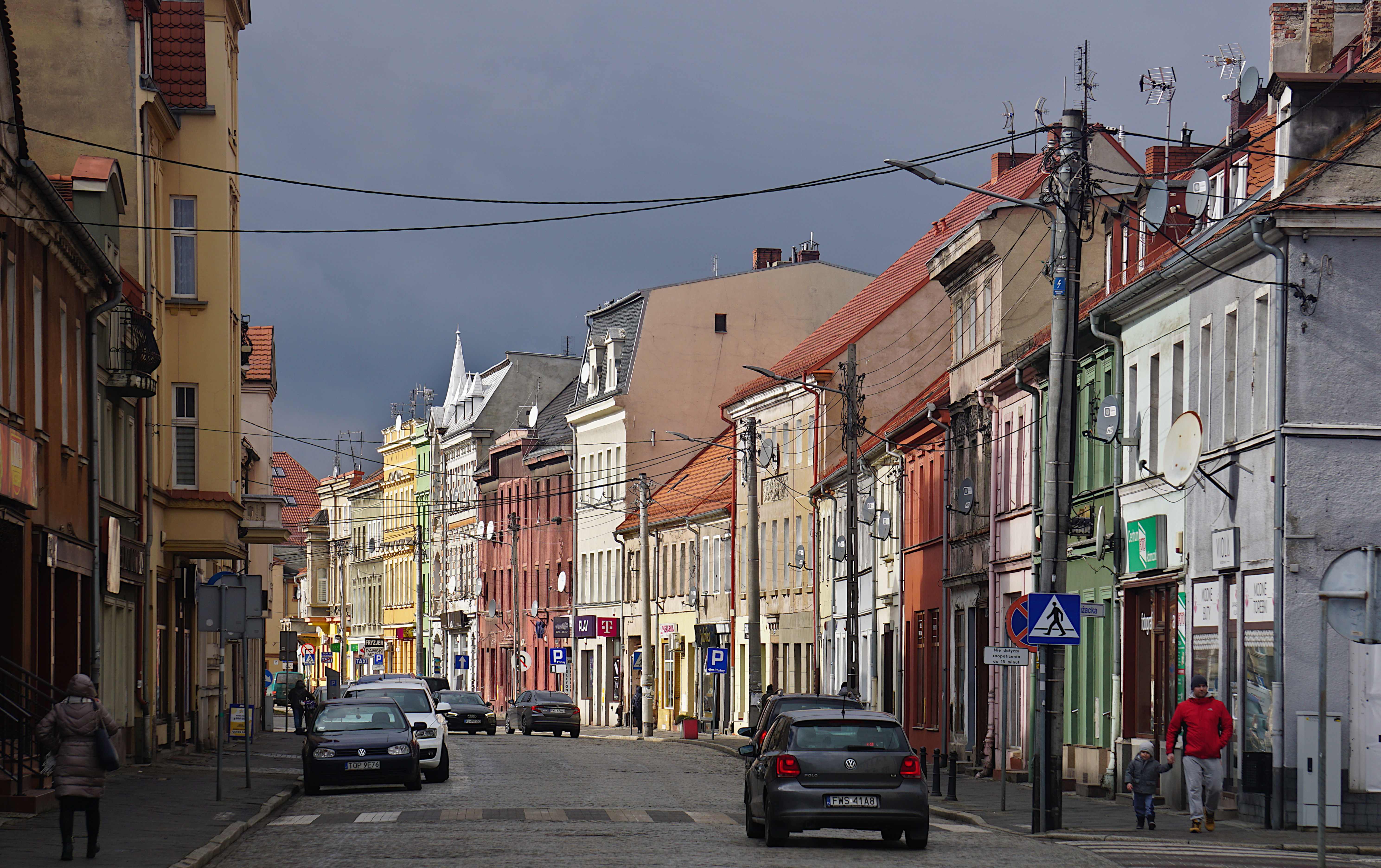
Häuser in der Breitestraße

## Einwohnerentwicklung
| Jahr | Einwohner | Anmerkungen |
| ---- | --------- | --- |
| 1700 | ca. 7000  | [ 1 ] |
| 1797 | 4579      | davon 3097 Lutheraner, 1049 Katholiken, 418 Juden, 15 Reformierte |
| 1800 | 5100      | [ 1 ] |
| 1816 | 5465      | davon 4803 Einwohner in der Altstadt und 662 in der Neustadt, ohne das königliche Vorwerk Fraustadt (sechs Einwohner); nach anderen Angaben 5222 Einwohner                                               |
| 1826 | 5800      | in 742 Privatwohnhäusern |
| 1837 | 5541      | [ 1 ] |
| 1840 | 5303      | darunter 568 Juden |
| 1843 | 5404      | [ 1 ] |
| 1858 | 6763      | [ 1 ] |
| 1861 | 6598      | darunter 560 Militärpersonen |
| 1867 | 6595      | am 3. Dezember |
| 1871 | 6515      | mit der Garnison (ein Bataillon Nr. 58), darunter 4100 Evangelische, 2050 Katholiken, 350 Juden (410 Polen); nach anderen Angaben 6513 Einwohner, darunter 4053 Evangelische, 2146 Katholiken, 314 Juden |
| 1875 | 6394      | [ 22 ] |
| 1880 | 6755      | [ 22 ] |
| 1890 | 6873      | darunter 3814 Evangelische, 2769 Katholiken, 288 Juden (500 Polen) |
| 1905 | 7462      | mit der Garnison (ein Infanteriebataillon Nr. 58), meist Evangelische |
| 1910 | 7538      | [ 23 ] |
| 1925 | 7548      | [ 22 ] |
| 1933 | 7507      | [ 22 ] |
| 1939 | 7739      | [ 22 ] |

## Gemeinde
Zur Stadt- und Landgemeinde Wschowa gehören neben der Stadt 23 Dörfer mit Schulzenamt.

## Verkehr

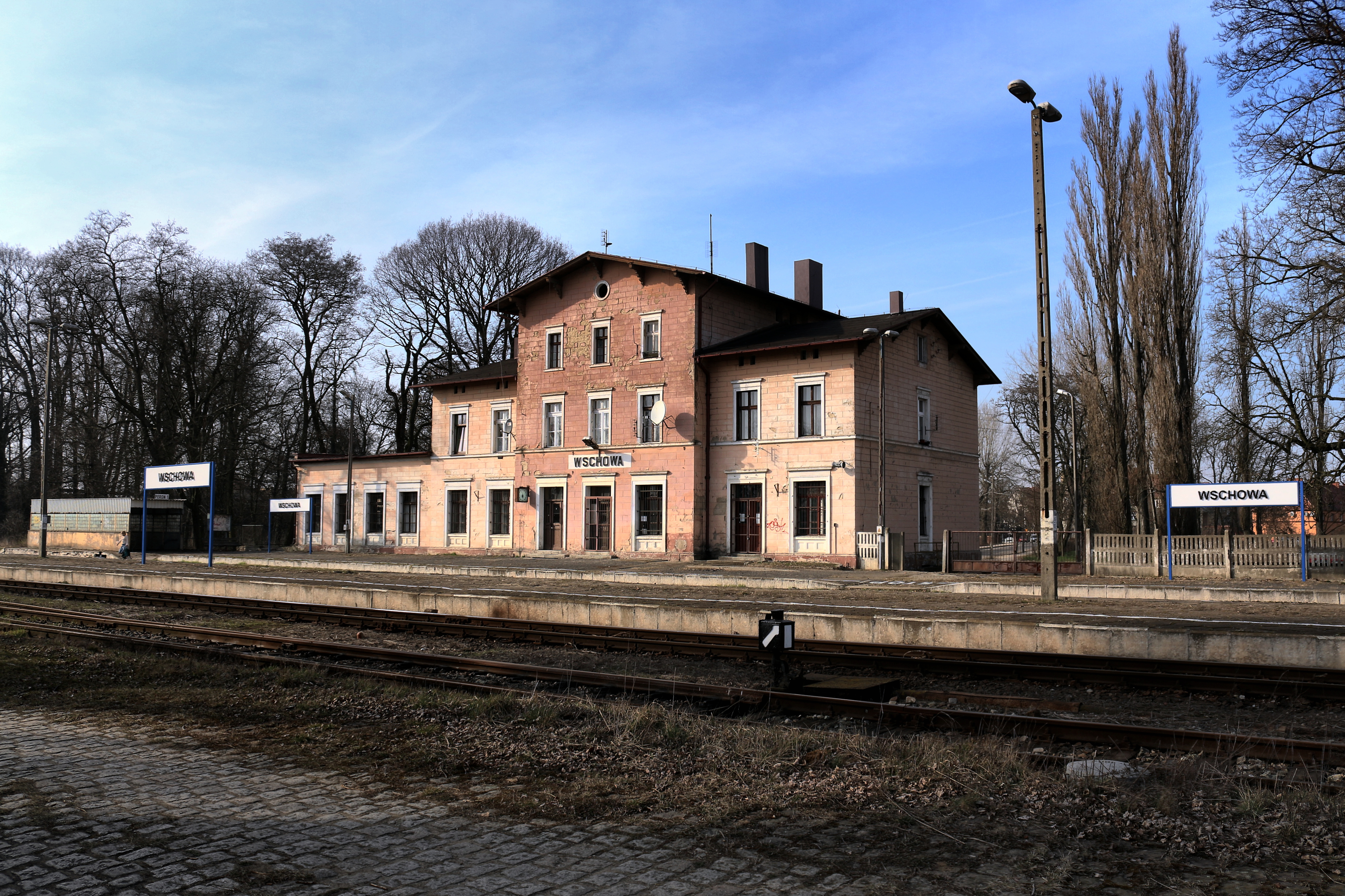
Bahnhof Wschowa

- Durch den Ort führt die Landesstraße DK12.
- Wschowa liegt an der Bahnstrecke Łódź–Forst (Lausitz). Im Bahnhof Wschowa zweigte die Bahnstrecke Wschowa–Lipinka Głogowska ab.

## Persönlichkeiten

### Söhne und Töchter
Nach Geburtsjahr geordnet
- Melchior Teschner (1584–1635), deutscher Komponist, Kirchenmusiker und Theologe
- Valerius Herberger (1562–1627), lutherischer Theologe, Erbauungsschriftsteller und Kirchenliederdichter
- Balthasar Timaeus von Güldenklee (1600–1667), deutscher Arzt, Bürgermeister von Kolberg
- Jonas Deutschländer († 1661), deutscher Arzt
- Abraham Klesel (1636–1702), lutherischer Geistlicher
- Christian Gryphius (1649–1706), deutscher Pädagoge und Schuldramatiker
- Maximilian Preuß (1652–1721), deutscher Arzt und Mitglied der Gelehrtenakademie „Leopoldina“
- Samuel Friedrich Lauterbach (1662–1728), lutherischer Theologe und Historiker
- Gottfried Benjamin Preuss (1684–1719), Arzt und Mitglied der Gelehrtenakademie „Leopoldina“; (Sohn von Maximilian Preuss)
- Johann Gottlieb Näser (vor 1734–im 18. Jahrhundert), Orgelbauer
- Caroline Louise von Klencke (1754–1802), Dichterin
- Johann Gottlieb Näser (1754–1816), Orgelbauer
- Wilhelm von Tschirschnitz (1796–1873), Hannoverscher General der Infanterie
- Ewald Rudolf Stier (1800–1862), evangelisch-lutherischer Theologe und Kirchenlieddichter
- Robert von Hartmann (1802–1876), preußischer Generalmajor
- Sigismund von Dallwitz (1803–1882), Jurist und Politiker
- Josef August Welst (1815–1891), Reichsgerichtsrat
- Heinrich Eichstädt (1823–1905), Schachkomponist
- Max Cohnheim (1826–1896), deutscher Revolutionär, deutschamerikanischer Schriftsteller und Publizist
- Edwin von Posadowsky-Wehner (1834–1919), Jurist und Landrat
- Gustav Adolf Sachse (1834–1903), preußischer Beamter im Reichspostamt
- Gustav Eitner (1835–1905), Turnpädagoge
- Johannes Heinrich Valerius Graf (1837–1917), deutscher Maler, Zeichner und Bildhauer
- Ottokar Schiewek (1837–1901), deutscher Oberlehrer
- Max Bachur (1845–1920), Theaterdirektor
- Felix Specht (1850–unbekannt), deutscher Jurist, Reichsgerichtsrat
- Max Kirmis (1851–1926), deutscher Naturwissenschaftler und Lehrer
- Paul Wittig (1853–1943), deutscher Architekt
- Werner von Heynitz (1854–1928), preußischer Generalleutnant
- Otto Wittig (1859–1942), deutscher Architekt
- Arthur von Lucke (1865–?), preußischer Landrat
- Adolf von Massenbach (1868–1947), Landrat und Regierungspräsident
- Otto von Aschoff (1871–1930), preußischer Landrat
- Paul Mündner (1872–1934), deutscher Radrennfahrer und Zirkusartist
- Otto von Boehn (1874–1957), deutscher Gärtner und Heimatforscher in Celle
- Leo Rosenberg (1879–1963), deutscher Rechtswissenschaftler
- Fritz Thurm (1883–1937), deutscher Buchdrucker und Mitglied des Widerstands gegen das Dritte Reich
- Curt Amend (1884–nach 1937), deutscher Redakteur und Journalist
- Alfred Fellisch (1884–1973), deutscher Politiker (SPD, SED), Minister und Ministerpräsident in Sachsen
- Ernst Günther Burggaller (1896–1940), deutscher Rennfahrer, Offizier und Pilot
- Ilse Schaeffer (1899–1972), deutsche Bildhauerin und Widerstandskämpferin
- Helene Francke-Grosmann (1900–1990), deutsche Forstwissenschaftlerin
- Hans von Heppe (1907–1982), Staatssekretär
- Elżbieta Rafalska (* 1955), polnische Politikerin.